# 1737 Severny
1737 Severny este un asteroid din centura principală, descoperit pe 13 octombrie 1966, de Liudmila Cernîh.